# Живана (филм)
„Живана” је српски ТВ филм из 1998. године. Режирала га је Лепосава Миланин која је написала и сценарио.

## Радња
Радња филма смештена је у наше време и наше просторе. У судници се сусреће троје људи (судија и две младе девојке) чији развој односа повремено ремети четврта личност (униформисана) са својом потпуно одвојеном преокупацијом.

## Улоге
| Глумац          | Улога    |
| --------------- | -------- |
| Слободан Ћустић | Вишеслав |
| Милица Милша    | Живана   |
| Мирко Влаховић  | Пуниша   |